# Елісабета Ліпе
Елісабета Ліпе  (рум. Elisabeta Lipă, при народженні Оленюк (Oleniuc), 26 жовтня 1964) — румунська веслувальниця, п'ятиразова олімпійська чемпіонка.
Елісабета Ліпе — найтитуловініша веслувальниця в історії акдемічного веслування. Вона була учасницею шести Олімпіад, і на кожній з них здобувала хоча б одну олімпійську медаль. В академічному веслуванні найпрестижнішими дисцилінами є одиночний скіф та вісімка. Ліпе — єдина спортсменка у світі, яка завойовувала золоту олімпійську медаль в обох із них.
Обіймала посаду міністра молоді та спорту в уряді Дачіана Чолоша зі 17 листопада 2015 до січня 2017 року.

## Виступи на Олімпіадах
| Олімпіада         | Дисципліна                     | Місце |
| ----------------- | ------------------------------ | ----- |
| Лос-Анджелес 1984 | двійка парна                   | 1     |
| Сеул 1988         | двійка парна                   | 2     |
| Сеул 1988         | четвірка парна                 | 3     |
| Барселона 1992    | одиночка                       | 1     |
| Барселона 1992    | двійка парна                   | 2     |
| Атланта 1996      | одиночка                       | 9     |
| Атланта 1996      | вісімка розстібна зі стерновим | 1     |
| Сідней 2000       | двійка парна                   | 5     |
| Сідней 2000       | вісімка розстібна зі стерновим | 1     |
| Афіни 2004        | вісімка розстібна зі стерновим | 1     |